# Diplochlamys
Die Diplochlamys sind eine Gattung einzelliger, beschalter Amöben. Sie umfasst fünf Arten und gehört zur Familie der Microcoryciidae.

## Merkmale
Vertreter der Diplochlamys sind 40 bis 60 Mikrometer groß. Die kleinen, runden und grau-gelben Gehäuse sind zweilagig aufgebaut, im Inneren findet sich ein durchsichtiger Beutel, der die eigentliche Zelle umfasst und eine nachgiebige Öffnung aufweist. Die äußere Schicht besteht aus locker angeordnetem Debris (Biologie). Die Scheinfüßchen sind 10–20 μm lang, verjüngen sich nach außen bis auf eine annähernde Spitze. Das Endoplasma ist körnig. Der Zellkern gehört zum vesikularen Typ, enthält also nur ein Kernkörperchen.

## Ökologie
Diplochlamys sind Pflanzenfresser, sie leben in Moosen auf Bäumen und in Böden.

## Systematik
Die Gattung wurde 1888 durch Richard Greeff erstbeschrieben, Typusart ist Diplochlamys leidyi. Die Gattung umfasst fünf Arten:
- Diplochlamys leidyi
- Diplochlamys timida
- Diplochlamys fragilis
- Diplochlamys gruberi
- Diplochlamys vestita

## Bildergalerie

Diplochlamys gruberi
Diplochlamys timida
Diplochlamys fragilis